# Juri Judt
Juri Judt (* 24. Juli 1986 in Qaraghandy, Sowjetunion) ist ein deutscher Fußballspieler und -trainer.

## Verein
Judt wurde als Kind russlanddeutscher Eltern in der Sowjetunion geboren und kam als Spätaussiedler mit seinen Eltern nach Deutschland. Er begann im Januar 1996 im Alter von neun Jahren bei Bayern Kickers Nürnberg Fußball zu spielen und wechselte im April 1999 in die Jugendabteilung der SpVgg Greuther Fürth. Dort durchlief er zunächst weitere Jugendmannschaften und die zweite Mannschaft; ab der Saison 2005/06 stand er im Profikader des Zweitligisten. Judt wurde als Zwölfjähriger von Heinz Höher entdeckt und von ihm während seiner gesamten Karriere gefördert.
Nachdem er in der zweiten Hälfte der Saison 2007/08 kaum noch Einsatzzeiten bekommen hatte, wechselte er zur Saison 2008/09 zum Lokalrivalen 1. FC Nürnberg. Vor der Saison stand er im Pokalspiel gegen Rot Weiss Ahlen in der Startelf. Auch in der zweiten Runde spielte er gegen den FC Bayern München von Anfang an. Seinen ersten Ligaeinsatz hatte er am folgenden sechsten Spieltag im Heimspiel gegen den MSV Duisburg. Am neunten Spieltag spielte er ein Spiel für die zweite Mannschaft in der Regionalliga Süd. Bis zum Ende der Saison kam Judt zu 21 Einsätzen für die erste Mannschaft. Da Nürnberg als Tabellendritter die Saison beendete, folgten zwei Relegationsspiele gegen Energie Cottbus, in denen Judt einmal eingewechselt wurde.
Nach dem Aufstieg hatte Judt am zweiten Spieltag der Saison 2009/10 sein Bundesligadebüt gegen Eintracht Frankfurt. Am Ende erreichte er 896 Einsatzminuten in 18 Spielen, er gab eine Torvorlage im Spiel gegen Werder Bremen. In den beiden folgenden Relegationsspielen gegen den FC Augsburg spielte Judt über die volle Zeit, da er den verletzten Dennis Diekmeier vertrat, und hatte damit Anteil am Klassenerhalt. Nach dem Weggang Diekmeiers vor der Saison 2010/11 war Judt Stammspieler als rechter Außenverteidiger. Am 24. Spieltag zog er sich einen Muskelfaserriss zu und fiel für die nächsten Spiele aus. Er verlor seinen Stammplatz an Timothy Chandler und kam nur noch zu zwei Einsätzen. Sein Vertrag endete 2012.
Zur Saison 2012/13 wechselte Judt zu RB Leipzig in die Regionalliga Nordost. Er absolvierte 20 Spiele für RB Leipzig, wurde am Saisonende Meister und stieg nach zwei Aufstiegsspielen gegen die Sportfreunde Lotte in die 3. Liga auf. In der Drittligasaison 2013/14 spielte Judt vom zweiten bis sechsten Spieltag und anschließend noch eine Partie am 15. Spieltag. In der Winterpause wurde sein Vertrag bei Leipzig einvernehmlich aufgelöst. Daraufhin wechselte er für die Rückrunde der Saison 2013/14 zum Ligakonkurrenten 1. FC Saarbrücken. Hier kam er nur auf fünf Einsätze und beendete die Saison mit der Mannschaft auf dem letzten Tabellenplatz. Judt blieb in der 3. Liga und wechselte zur Saison 2014/15 zu dem FC Rot-Weiß Erfurt, bei dem er einen bis 2016 laufenden Vertrag unterschrieb. Er spielte in der Saison 26-mal und belegte den zwölften Platz in der Abschlusstabelle.
Zur Saison 2016/17 ging Judt zum SV Seligenporten. Nach drei Spielen in der Regionalliga Bayern beendete er Anfang August 2016 seine Karriere als aktiver Fußballer, kehrte aber bald darauf wieder als Amateurspieler bei den Bayern Kickers Nürnberg zurück auf den Platz. In der Winterpause der Saison 2017/18 wechselte er zum Kreisligisten SV Burggrafenhof, bei dem er auch das Traineramt übernahm und seitdem als Spielertrainer in Erscheinung tritt.

## Nationalmannschaft
Judt war in der deutschen U-18- und der U-20-Nationalmannschaft aktiv. Im Jahre 2007 spielte er viermal für die deutsche U-21-Nationalmannschaft.

## Titel / Erfolge
- Bundesliga-Aufstieg 2008/09 mit dem 1. FC Nürnberg

- Kreisklassen-Aufstieg (2021/22) mit dem SV Burggrafenhof